# Васьциньский, Пшемыслав
Пшемыслав Васьциньский (пол. Przemysław Waściński; род. 29 марта 1995, Равич, Великопольское воеводство, Польша) — польский легкоатлет, специализирующийся в беге на 400 метров. Чемпион Европы в помещении 2017 года в эстафете 4×400 метров.

## Биография
Выступает за клуб MUKS Kadet из Равича.
Начинал карьеру в лёгкой атлетике с коротких дистанций, 100 и 200 метров, но вскоре переключился на бег на один круг. Становился призёром национальных соревнований в различных возрастных группах. В 2013 году участвовал в юниорском чемпионате Европы, где бежал в предварительном забеге эстафеты 4×400 метров. Пшемыслав помог команде выйти в финал, где его оставили запасным, а поляки выиграли серебряные медали.
В 2017 году впервые выступил за взрослую сборную страны. На чемпионате Европы в помещении он бежал третий этап в эстафете, закончившейся для Польши победой.
Выиграл серебряную медаль в эстафете 4×400 метров на чемпионате Европы среди молодёжи 2017 года.

## Основные результаты
| Год  | Турнир                          | Место проведения          | Дисциплина       | Место       | Результат |
| ---- | ------------------------------- | ------------------------- | ---------------- | ----------- | --------- |
| 2013 | Чемпионат Европы среди юниоров  | Риети, Италия             | эстафета 4×400 м | 5-е (заб.)  | 3.09,86   |
| 2017 | Чемпионат Европы в помещении    | Белград, Сербия           | эстафета 4×400 м | 1-е         | 3.06,99   |
| 2017 | Чемпионат мира по эстафетам     | Нассау, Багамские Острова | эстафета 4×400 м | 15-е (заб.) | 3.08,42   |
| 2017 | Чемпионат Европы среди молодёжи | Быдгощ, Польша            | эстафета 4×400 м | 2-е         | 3.04,22   |